# Teamim
| ֽ | Sof pasuq       |  | ֑   | Etnachta            |
| ֶ | Segol (Trope)   |  | ֓ ׀ | Schalschelet gedola |
| ֔ | Zaqef qaton     |  | ֕   | Zakef gadol         |
| ֗ | Rewia           |  | ֖   | Tipcha              |
| ֮ | Zarqa (Trope)   |  | ֙   | Paschta             |
| ֚ | Jetiw           |  | ֛   | Tewir               |
| ֜ | Geresch (Trope) |  |    | Gerschajim (Trope)  |
| ֡ | Pazer           |  | ֟   | Qarne para          |
| ֠ | Telischa gedola |  | ֣ ׀ | Munach Legarmeh     |

| ֣ | Munach           |  | ֤ | Mahpach       |
| ֥ | Mercha           |  | ֦ | Mercha kefula |
| ֧ | Darga (Trope)    |  | ֨ | Qadma         |
| ֩ | Telischa qetanna |  | ֢ | Atnach hafuch |
| ֖ | Majela (Trope)   |  |  |               |

| ֽ   | Sof pasuq        |  | ֫ ֥  | Ole we-Jored        |
| ֑   | Etnachta         |  | ֗   | Rewia gadol         |
| ֝ ֗  | Rewia Mugrasch   |  | ֓ ׀ | Schalschelet gedola |
| ֮   | Zarqa (Trope)    |  | ֗   | Rewia qaton         |
| ֭   | Dechi            |  | ֡   | Pazer               |
| ֤ ׀ | Mahpach legarmeh |  | ֨ ׀ | Asla legarmeh       |

| ֣ | Munach          |  | ֥ | Mercha       |
| ֬ | Illuj           |  | ֖ | Tipcha       |
| ֪ | Jerach ben jomo |  | ֤ | Mahpach      |
| ֨ | Qadma           |  | ֓ | Schalschelet |
| ֘ | Zinnorit        |  |  |              |

| ׀ | Paseq |  | ־ | Maqqef |

| ֽ | Silluq         |  | ֽ  | Meteg         |
| ֝ | Geresch muqdam |  | ֨ ֜ | Kadma we-asla |
| ֨ | Metiga         |  |   |               |

Teamim (hebräisch טַעֲמֵי הַמִּקְרָא ṭaʿamei ha-miqra oder kurz טעמים ṭɘʿamīm, Singular טַעַם ṭaʿam, jiddisch טראָפּ trop, im Deutschen auch Trope, von griechisch τρόπος) sind zugleich Betonungszeichen, Satzzeichen und Zeichen für Melismen, also melodische Motive in der liturgischen Rezitation, die mit ihren jeweils gleichlautenden Artikulationszeichen notiert werden und auch Kantillationen definieren. Die Zeichen kommen im masoretischen Text der Hebräischen Bibel, zusätzlich zu Konsonanten und Vokalzeichen, vor und legen den musikalischen Vortrag im jüdischen Gottesdienst fest. Die Teamim wurden im frühen Mittelalter von den Masoreten entwickelt und festgelegt. Einige dieser Zeichen wurden auch in den mittelalterlichen Handschriften der Mischna benutzt.

## Systeme: Die 21 Bücher und die Emet
| ספרי אמ"ת סִפְרֵי אֱמֶת                                                                            | ספרי אמ"ת סִפְרֵי אֱמֶת |
| --------------------------------------------------------------------------------------------- | ------------------ |
| Sifre Emet [siɸre ʔɛmɛt] deutsch ‚Bücher Emet‘, bzw. ‚Bücher der Wahrheit‘                    |                    |
| אִיוֹב                                                                                          | (Ijob)             |
| מִשְלֵי                                                                                          | (Sprichwörter)     |
| תְהִלִּים                                                                                         | (Psalmen)          |
| Anfangsbuchstaben der Bücher Ijob , Sprichwörter und Psalmen bilden zusammen das Merkwort אֱמֶת |                    |

Es gibt zwei unterschiedliche Systeme für die Teamim. Zunächst ist da das Prosa-System. Es wird auf der Vorderseite der Tabula accentuum beschrieben und findet in fast allen Büchern des Tanach Verwendung.
Im Gegensatz dazu wird das poetische System (Auf der Rückseite der Tabula) allein in den Psalmen, im Buch der Sprichwörter und im Mittelteil (3,1 bis 42,6) des Buches Ijob verwendet. Diese werden als Sifre Emet bezeichnet.
Die wichtigsten Teamim sind beiden Systemen gemeinsam: Sof pasuq, Etnachta und etliche andere. Daneben gibt es aber auch einige Teamim, die nur im Prosa-System, oder nur im poetischen System vorkommen, oder jeweils unterschiedlich gebraucht werden.

## Funktion
Zunächst sind die Teamim ihrer Funktion nach Zeichen, die das Satzgefüge verdeutlichen sollen. Sie werden zwar auch als Akzente bezeichnet und gebraucht, gehen jedoch in ihrer Funktion der Satzgliederung über die Bedeutung der Akzente in der Linguistik, bzw. jene in der Schrift hinaus. Bei der Funktion der Teamim unterscheiden wir daher zwischen der Bedeutung für den Vortrag in Betonung, oder gar Kantillation und einer syntaktischen Bedeutung.
Zwischen diesen unterschiedlichen Funktionen besteht dabei eine Wechselwirkung – auch mit der Schreibung der Begriffe. So entstehen bei stark trennenden Teamim sog. Pausalformen – Formen mit z. B. gelängten, oder geänderten Vokalen.
| abweichende Teamim in Pausalform | abweichende Teamim in Pausalform           |
| -------------------------------- | ------------------------------------------ |
| Deut 27,8                        | וְכָתַבְתָּ עַל־הָאֲבָנִים...                         |
| normale AK                       | Und du sollst schreiben auf die Steine ... |
| Ex 32,32                         | ...אֲשֶׁר כָּתָבְתָּ ׃                              |
| „in pausa“                       | ... das du geschrieben hast.               |

Wegen ihrer Bedeutung für den musikalischen Vortrag werden die Akzente auch als נְגִנוֺת [nɘgiˈnot], deutsch ‚Melodiezeichen‘ (zu hebräisch נַגֵּן [naggen], deutsch ‚musizieren‘) bezeichnet.

### Betonung
Die meisten der Teamim stehen direkt bei der betonten Silbe und zeigen damit als Lesehilfe die Hauptbetonung an. Kurze Worte können mit Maqqef an längere Worte angebunden werden und formen so eine Wortgruppe, die bei der Lesung und bei der Kantillation wie ein einziges langes Wort behandelt wird. Bei vielsilbigen Worten und Wortgruppen erscheint ein zusätzliches Zeichen Meteg für eine Nebenbetonung. In bestimmten Fällen kann vor einem starken Trennzeichen ein Meteg durch ein verbindendes Zeichen ersetzt werden, so dass in diesen seltenen Fällen zwei Betonungszeichen auf einem Wort vorkommen können, die Hauptbetonung liegt dabei auf dem zweiten Zeichen, das immer ein starkes Trennzeichen ist.

### Kantillation
Die Teamim haben als Tropen außer der syntaktischen Bedeutung auch eine musikalische Funktion ähnlich wie Neumen. Jedes Ta'am repräsentiert eine bestimmte Tonfolge bei der Kantillation. Die musikalische Ausführung variiert zwischen verschiedenen Gruppen des Judentums, wobei es innerhalb der wichtigsten drei Traditionen, der aschkenasischen, der sephardischen und der orientalischen Tradition noch verschiedene Untergruppen gibt. Innerhalb der verschiedenen Gruppen gibt es noch welche, die verschiedene Kantillationsweisen für einzelne Bücher und für bestimmte Gruppen von Büchern haben. Ester und Klagelieder sind solche Bücher mit eigenen Weisen, eine solche Gruppe ist z. B. Ruth, Prediger und Hoheslied, eine andere Gruppe die Bücher der Tora, und die Prophetenbücher wieder eine andere Gruppe. Weiterhin gibt es jüdische Gruppen, die zwei unterschiedliche Kantillationsweisen für die Tora verwenden. Die eine Weise ist für die gewöhnlichen Sabbatgottesdienste, die andere wird nur für bestimmte Kapitel verwendet an den hohen Feiertagen Rosch ha-Schana und Jom Kippur. Jede der verschiedenen Kantillationsweisen repräsentiert dabei ein unterschiedliches melodisches System, es gibt jedoch bei allen Unterschieden gewisse identische Teile, die auf einen gemeinsamen Ursprung aller dieser Systeme hinweisen. Für gewöhnlich sind hebräische Worte auf der letzten oder vorletzten Silbe betont, dasselbe Zeichen kann dann verschieden ausgeführt werden. Die Zahl der Silben in einem Wort variiert, entsprechend der Zahl der Silben können zusätzliche Anfangstöne eingefügt werden. Eine weitere Variationsmöglichkeit der Zeichen ergibt sich durch die Stellung vor oder nach manchen anderen Zeichen, wobei Anfang und Schluss zum besseren Anschluss verändert, oder sogar die gesamte Tonfolge nach oben oder unten versetzt werden kann.

### Syntaktische Funktion
Teamim dienten ursprünglich als Interpunktionszeichen und sind in dieser Funktion auch eine Verständnishilfe für die grammatische Struktur des Textes. So zeigen sie die logischen (syntaktischen) Verhältnisse im Satz an, ähnlich wie Komma, Semikolon und Punkt. Allgemein werden sie dabei, wie auf der Tabula Accentuum erkennbar in „trennende“, bzw. „beherrschende“ (lat. Distinctivi vel domini) und „verbindende“, bzw. „dienende“ (lat. Conjunctivi vel servi) „Akzente“ unterteilt. Einige Zeichen tauchen jedoch in beiden Gruppen auf. Das kann kontextabhängig sein (Zarqa, bzw. Zinnor als Zinnorit, Tipcha als „Tarcha“), durch eine Kombination mit einem Paseq bedingt sein (Schalschelet), oder beides zugleich. So steht das trennende Paschta stets am Ende eines Wortes, während das zunächst verbindende Qadma (auch „Azla“, sofern nicht von Geresch gefolgt) stets über einer betonten Silbe steht. Wird das Azla jedoch von einem Paseq gefolgt, liegt mit dem „Azlah legarmeh“ wieder ein trennender Akzent vor. Für die Anzahl der Teamim gibt es infolgedessen auch unterschiedliche Zählweisen.
Passend zur Bezeichnung der trennenden Teamim als „herrschend“, werden ihnen dann auch Herrschertitel beigemessen. Die stärksten trennenden Zeichen werden infolgedessen als „Kaiser“ bezeichnet (Sof pasuq mit Silluq am Versende und im Prosa-System auch Atnach in der Versmitte). Sof Pasuq beendet jeden Vers, Atnach teilt den Vers in zwei Halbverse und zugleich in zwei Sinnabschnitte. Sof Pasuq kommt immer nur ein einziges Mal vor. Atnach kommt normalerweise einmal vor, nur sehr selten mehr als einmal. In Kombination mit diesen beiden Teamim liegen Worte häufig in ihren Pausalformen vor. Die beiden Halbverse können unterschiedlich lang sein. Die Mitte der beiden Halbverse, falls sie weiter geteilt werden, wird durch „Könige“ bezeichnet. Die so entstandenen Teile werden durch Trenner auf jeder Ebene weiter aufgeteilt bis hin zu Teilen bestehend aus einem oder zwei Worten. Auf der letzten Ebene können zwei einzelne Worte durch Verbinder kombiniert werden, ein Trenner hat dabei üblicherweise nur ein oder zwei Worte mit einem Verbinder zugeordnet. Je länger der Vers, umso mehr Ebenen können vorkommen. Die trennende Wirkung der Trenner wird mit jeder weiteren Ebene schwächer, während die Bedeutung der stärkeren Trenner mit jeder weiteren Ebene zunimmt. Bei langen Versen kann daher die Bedeutung eines Atnachs oder eines Königs einem Punkt entsprechen.

#### Hierarchie der trennenden Akzente
Die trennenden Akzente werden auch als „Herren“ und die Verbinder als „Diener“ bezeichnet. Es gibt vier Ränge, die solche „Herren“ haben können:
- Ein Kaiser (hebr. קיסר qeisar) schließt den Vers ab oder teilt ihn. Das Gebiet eines Kaisers beginnt nach dem vorangehenden Kaiser oder am Versanfang und endet mit dem Wort, das den Kaiser als Akzent trägt.
- Ein König (hebr. מלך melech) teilt den letzten Teil des Gebiets eines Kaisers, nämlich den, der nicht bereits zum Gebiet eines anderen Königs gehört. Die vordere Hälfte bis zu dem Wort, das den neuen König als Akzent trägt, bildet das Gebiet des neuen Königs; es kann durch einen Herzog geteilt werden. Die hintere Hälfte bleibt direkt dem nachfolgenden Kaiser unterstellt und kann durch einen weiteren König geteilt werden.
- Ein Herzog (hebräisch משנה mischne) teilt in genau gleicher Weise den letzten Teil des Gebiets eines Königs. Die vordere Hälfte kann dann durch einen Grafen, die hintere durch einen weiteren Herzog geteilt werden.
- Ein Graf (hebräisch שליש schalīsch) teilt in genau gleicher Weise den letzten Teil des Gebiets eines Herzogs. Die vordere Hälfte kann dann nicht mehr durch einen trennenden Akzent, jedoch die hintere durch einen weiteren Grafen geteilt werden.

Es ist also immer so, dass das Gebiet eines dieser Herren hinter dem Gebiet des letzten vorangegangenen Herren gleichen oder höheren Ranges beginnt und mit dem Wort endet, das den Herrn als Akzent trägt. Der nächstfolgende trennende Akzent kann um höchstens einen Rang höher sein. Von mehreren aufeinanderfolgenden Akzenten gleichen Ranges (außer den Kaisern) sind die jeweils vorderen die mit der stärker trennenden Funktion.
Die fortlaufende Teilung könnte so weit gehen, dass zwischen je zwei Wörtern geteilt wird; dann würden alle Wörter trennende Akzente tragen. Meist aber endet sie, wenn kurze Phrasen von meist ein bis drei zusammengehörenden Wörtern erreicht sind; dann tragen die Wörter einer solchen Phrase bis auf das letzte verbindende Akzente.
Als Beispiel die beiden ersten Verse der Bibel: Jeweils in einer Zeile die Wörter einer Phrase, die Akzente darin und der Rang des letzten, also des trennenden Akzents, wobei ein nachgestelltes „(f)“ einen finalen Akzent bezeichnet, also einen, dem bis zum nächsthöheren keiner des gleichen Ranges folgt. Die Einrückung stellt die Teilung durch fortgesetzte Bisektion dar.
| Text wortweise       | Akzente darin       | Rang       |
| -------------------- | ------------------- | ---------- |
| Im-Anfang            | Tipcha              | König (f)  |
| schuf Gott           | Munnach Atnach      | Kaiser     |
| den Himmel           | Mercha Tipcha       | König (f)  |
| und-die Erde.        | Mercha Sof-Pasuq    | Kaiser (f) |
| Und-die-Erde         | Revia               | Herzog     |
| war Chaos            | Mercha Paschta      | Herzog (f) |
| und-Wirrnis          | Saqef-Qaton         | König      |
| und-Finsternis       | Tipcha              | König (f)  |
| über der-Urflut      | Munnach Atnach      | Kaiser     |
| und-der-Geist Gottes | Munnach Saqef-Qaton | König      |
| schwebend            | Tipcha              | König (f)  |
| über dem-Wasser.     | Mercha Sof-Pasuq    | Kaiser (f) |

Hier ist jeder Akzent eindeutig: der nicht-finale König Saqef-Qaton, der finale König Tipcha, der nicht-finale Herzog Revia und der finale Herzog Paschta, sowie Munnach als Diener nicht-finaler und Mercha als Diener finaler Herren. Das sind die einfachsten und häufigsten Fälle, aber die tatsächlichen Regeln sind komplexer.

#### Teilung in Halbverse
Für die erste Aufteilung des gesamten Verses gibt es mehrere feste Muster, die sich zwischen den beiden Systemen unterscheiden:
- Im Prosa-System ist die Regel, dass Verse ab einer Länge von etwa vier Wörtern genau einmal durch Atnach unterteilt werden.
- Im poetischen System ist Sof Pasuq, also das Versende, der einzige Kaiser. Die ersten und damit stärksten Könige sind entweder Atnach allein oder Ole we-Jored als erster und Atnach als zweiter König; weitere Könige kommen erst nach Atnach. Ole we-Jored trennt öfters eine Psalmüberschrift wie „Ein Wallfahrtslied“ (Ps 121,1 EU) vom Rest des ersten Verses ab, der weiter hinten noch durch Atnach unterteilt ist. Es gibt auch weitere Varianten im poetischen System, bei denen andere Teamim diese Rollen spielen.

Segol im Prosa-System und Ole we-Jored im poetischen System können jeweils nur die ersten Könige des gesamten Verses sein; bis auf die erwähnten Psalmüberschriften ist das die deutlich seltenere Variante. Man kann solche Verse auch durch diesen König und den nachfolgenden Atnach als dreigeteilt betrachten.

## Gestalt der Teamim, Stellung im Wort, Codierung
| Akzent           | Zeichen | Zeichen        | Zeichen  |
| Akzent           |         | UNI-Code       | UNI-Code |
| ---------------- | ------- | -------------- | -------- |
| Zinnorit         | ֘        | zarqa          | U+0598   |
| Geresch          | ֜        | geresh         | U+059C   |
| Gerschajim       | ֞        | gershayim      | U+059E   |
| Qarne para       | ֟        | qarney para    | U+059F   |
| Telischa gedola  | ֠        | telisha qetana | U+05A0   |
| Atnach hafuch    | ֢        | atnah hafukh   | U+05A2   |
| Munach           | ֣        | munah          | U+05A3   |
| Mahpach          | ֤        | mahapakh       | U+05A4   |
| Mercha           | ֥        | merkha         | U+05A5   |
| Mercha kefula    | ֦        | merkha kefula  | U+05A6   |
| Darga            | ֧        | munah          | U+05A7   |
| Telischa qetanna | ֩        | telisha qetana | U+05A9   |
| Jerach ben jomo  | ֪        | yerah ben yomo | U+05AA   |
| Illuj            | ֬        | iluy           | U+05AC   |
| Meteg            | ֽ        | meteg          | U+05BD   |
| Maqqef           | ־       | maqaf          | U+05BE   |
| Paseq            | ׀       | paseq          | U+05C0   |

Die Teamim haben alle eine der folgenden Gestalten:
1. ein einzelnes diakritisches Zeichen bei einem Buchstaben des Wortes (↑, ↓, oder [↑])
2. ein einzelnes diakritisches Zeichen am Wortanfang oder -ende (↗, ↘, oder ↖)
3. zwei gleiche diakritische Zeichen, eines am Wortanfang oder -ende, das andere im Wortinneren ([↑] + ↖)
4. zwei verschiedene diakritische Zeichen (↱ + ↓)
5. ein diakritisches Zeichen im Wortinneren und ein separates Schriftzeichen nach dem Wort(↓ + ←, oder ↑ + ←)

Auf die Betonung des Wortes kann man in folgenden Fällen schließen:
- In den Fällen 1, 3 und 5 ist der Buchstabe, bei dem das Zeichen im Wortinneren steht, der Konsonant der betonten Silbe.
- Im Fall 2 ist bei Jetiv und bei den Akzenten, bei denen auch Fall 3 eintreten kann (Paschta, Telischa Gedola und Telischa Qetana) die neben dem Akzent stehende Silbe betont. Sonst (Segol, Sarqa, Zinnor, Dechi) kann man im Fall 2 nicht auf die Betonung schließen.
- Im Fall 4 ist die Silbe beim hinteren Zeichen betont.

In Unicode sind die hebräischen Schriftzeichen im Unicodeblock Hebräisch untergebracht. Dort sind die als „Hebrew accent …“ bezeichneten Akzente U+0591 bis U+05AE die diakritischen Zeichen, die einzeln, paarweise oder mit anderen Zeichen kombiniert die Teamim bilden. Über diese 30 Zeichen hinaus spielen die mit „Hebrew punctuation …“ bezeichneten Satzzeichen (Maqef, Sof Pasuq und Paseq) eine Rolle für die Teamim.
Maqqef ist der Bindestrich (auch im modernen Hebräisch). In Texten mit Teamim wird er zur engen Verbindung von Wörtern benutzt, die dann zusammen nur einen Akzent tragen, während sonst in der Regel jedes Wort einen trägt.

### Mehrdeutige Zeichen
Nachdem in Unicode nur die Form eines Zeichens codiert wird, nicht aber seine Bedeutung, kann dasselbe Unicode-Zeichen je nach Kontext verschiedenes bedeuten. Oft haben diese Bedeutungen auch verschiedene Namen. Man verlasse sich also nie auf die „offiziellen“ Namen der Unicode-Zeichen, sondern konsultiere mindestens die Erläuterungen unter der Unicode-Tabelle dazu, die auch die anderen Namen enthalten. Zeichen, die dieselbe Gestalt, aber je nach Kontext verschiedene Bedeutungen haben, sind aber auch unabhängig von Unicode mehrdeutig oder anderweitig verwirrend:

#### Paseq – Legarmeh
Paseq ist ein senkrechter Strich, der für den Vortrag eine Rolle spielt und der manchmal auch mit einem davorliegenden verbindenden Akzent zusammen einen trennenden Akzent bildet. In letzterer Funktion heißt er Legarmeh. Ob das Zeichen für sich selbst steht oder mit einem voranstehenden verbindenden Akzent zu einem trennenden kombiniert wird, ist nicht immer eindeutig. Im Prosa-System wird Paseq so mit Munnach (U+05A3) kombiniert, im poetischen System mit Qadma (U+05A8) oder Mahpach (U+05A4) und in beiden Systemen mit Schalschelet (U+0593), wobei Schalschelet ohne Paseq nur im poetischen System vorkommt.

#### Silluq – Meteg
Ein kurzer senkrechter Strich unter einem Buchstaben als diakritisches Zeichen, hat zwei Bedeutungen. Zum einen bezeichnet er als Meteg einen Nebenton und steht dann in einer der Silben vor der Tonsilbe. Zum anderen ist er auch ein Bestandteil des Akzents Sof Pasuq (zur Bezeichnung des Versendes). In dieser Funktion wird er dann als Silluq bezeichnet und steht dann in der betonten Silbe. In seltenen Fällen kommt auf dem letzten Wort im Satz zugleich ein Meteg und ein Silluq vor, in diesem Fall ist das erste ein Meteg, das zweite ein Silluq. Das Zeichen Sof Pasuq bezeichnet das Ende eines Bibelverses und erscheint in Unicode unter den Satzzeichen.

#### Tipcha – Tarcha – Meajla
Das Zeichen Tipcha (U+0596) ist im Prosa-System ein stark trennender Akzent, aber im poetischen System unter dem Namen Tarcha ein verbindender. In der sephardischen Tradition wird der Name Tarcha für beides verwendet. Meajla bezeichnet Tipcha, wenn es ausnahmsweise im selben Wort oder derselben mit Maqqef verbundenen Kette steht wie der nachfolgende Kaiser.

#### Mercha – Jored
Das Zeichen Mercha (U+05A5) ist ein häufiger verbindender Akzent in beiden Systemen. Die gleiche Gestalt – und damit den gleichen Code in Unicode – hat Jored, der zweite Bestandteil von Ole we-Jored, dem bis auf Sof Pasuq stärksten trennenden Akzent im poetischen System. Ein Problem ist, dass dessen erster Bestandteil Ole gelegentlich wegfällt: man muss dann aus einem zuvor vorkommenden Zinnor oder Atnach Hafuch, oder aus der Stellung in einer Pausalform (z. B. Ijob 8,6  mit Pausalform אָ֥תָּה átta statt Kontextform אַתָּה attá) auf Jored schließen.

#### Zinnor=Zarqa – Zinnorit
Die beiden sind eigentlich unverwechselbar: Zinnorit vor der Tonsilbe oben auf einem Buchstaben; Zarqa (im poetischen System Zinnor genannt) oben hinter dem gesamten Wort. Sie sind aber in verschiedenen Codes verwechselt worden, und infolgedessen auch in Unicode. Den offiziellen Namen Zarqa und Zinor darf man hier gar nicht trauen: richtig ist U+05AE für Zarqa = Zinnor und U+0598 für Zinnorit.

#### Galgal=Jerach ben Jomo – Atnach hafuch
Diese beiden verbindenden Akzente werden oft als derselbe aufgefasst, so in der BHS und auch in Unicode, bis dort in Version 4.1.0 (2005) ein eigenes Zeichen für Atnach hafuch (U+05A2) eingeführt wurde. Atnach hafuch tritt nur im poetischen System vor Jored auf.

#### Paschta – Qadma
Wird Paschta wiederholt (Fall 3 oben), so sieht das im Wortinneren stehende Zeichen wie verbindendes Qadma (U+05A8) aus und wird auch in Unicode so kodiert.
Segol, Geresch und Gerschajim
Segol, Geresch und Gerschajim sind sowohl Namen von Teamim als auch von Vokalisierungszeichen bzw. Satzzeichen. Die gleichnamigen Zeichen sehen jeweils ähnlich aus, haben aber sonst nichts miteinander zu tun.

### Teamim mit mehreren Namen
| Etnachta   | Atnach          |
| Segol      | Segolta         |
| Zarqa      | Zinnor          |
| Tipcha     | Tarcha          |
| Qarne para | Paser gadol     |
| Qadma      | Asla            |
| Mahpach    | Mehuppach       |
| Galgal     | Jerach ben Jomo |

Einige Teamim haben mehr als einen Namen. Manchmal sind es Unterschiede der Tradition (aschkenasisch / sephardisch / jemenitisch), manchmal wird je nach Prosa- und poetischem System die eine oder andere Bezeichnung bevorzugt, oder beides spielt eine Rolle. In der nebenstehenden Tabelle stehen jeweils in einer Zeile zwei Namen, die beide in der deutschen Literatur vorkommen, links eher die aschkenasischen und die im Prosa-System verwendeten. Die beiden Namen sind oft austauschbar, lediglich der Name Asla kann zwei verschiedene Akzente bezeichnen: zum einen den verbindenden Akzent Qadma (alleinstehend oder als ersten Teil des Akzents Asla Legarmeh) und zum anderen den trennenden Akzent Geresch, wenn dieser einem Qadma folgt (die Kombination heißt dann Qadma we-Asla).
Nicht aufgeführt sind unterschiedliche Transkriptionen nach deutschen oder englischen Konventionen und Unterschiede b / v / w, k / ch / kh, p / f / ph (siehe dazu Dagesch) und ähnlich geringe Unterschiede.

### Groß und klein
Manche Teamim haben Namen, die die Wörter gadol (groß) oder qatan/qaton (klein) enthalten, in älterer deutscher Literatur oft auf Deutsch wiedergegeben, z. B. Groß-Telischa für Telischa gedola. Diese Zusätze haben ganz unterschiedliche Bedeutung: Saqef qaton und gadol sind verschiedene Akzente mit ähnlicher Funktion; Telischa gedola und qetanna und Schalschelet gedola und qetanna sind jeweils ein trennender und ein davon verschiedener verbindender Akzent; Paser gadol ist ein anderer Name von Qarne para; und Revia qatan ist der trennende Akzent Revia in einer besonderen Position (nämlich vor Ole we-Jored ohne einen weiteren trennenden Akzent dazwischen).

### Tabelle aller Kaiser, Könige und Herzöge
Die Liste aller Kaiser ist kurz. Sof pasuq ist Kaiser in jedem Vers. Im Prosa-System ist auch Etnachta ein Kaiser. Hier ist also nur der zweite Halbvers als Sof-Pasuq-Segment aufzufassen, wenn ein Vers lang genug ist, um durch ein Etnachta in zwei Halbverse unterteilt zu werden.
Grafen kommen nur sehr tief in der Verschachtelung vor und tragen so nur noch wenig zum Verständnis des Verses bei; die Regeln für sie sind aber komplex und würden die Tabellen sehr aufblähen. Von diesen ist vor allem Geresch sehr häufig.
Wenn ein Zeichen im gegebenen Zusammenhang abweichend bezeichnet wird, ist diese abweichende Bezeichnung in deutscher Transkription kursiv neben dem englischen Unicode-Bezeichner angegeben.
| Akzent       | Zeichen | Zeichen                       | Zeichen       | Rang   | Position im ... | Position im ...                      |
| Akzent       |         | UNI-Code                      | UNI-Code      | Rang   | Wort            | Vers, (Bedingung)                    |
| ------------ | ------- | ----------------------------- | ------------- | ------ | --------------- | ------------------------------------ |
| Segol        | ◌֒       | segol                         | U+0592        | König  | ↖               | Versanfang                           |
| Schalschelet | ◌֓ ׀     | shalshelet + Legarmeh (paseq) | U+0593 U+05C0 | König  | ↑ ←             | statt Segol                          |
| Zaqef qaton  | ◌֔       | zaqef qatan                   | U+0594        | König  | ↑               | vor allen Königen                    |
| Zakef gadol  | ◌֕       | zaqef gadol                   | U+0595        | König  | ↑               | statt Zaqef qatan                    |
| Tipcha       | ◌֖       | tipeha                        | U+0596        | König  | ↓               | vor Etnachta oder Sof Pasuq          |
| Rewia        | ◌֗       | revia                         | U+0597        | Herzog | ↑               | vor allen Herzögen oder Ole we-Jored |
| Zarqa        | ◌֮       | zinor                         | U+05AE        | Herzog | ↖               | vor Segol                            |
| Paschta      | ◌֨ ◌֙     | qadma + pashta                | U+05A8 U+0599 | Herzog | [↑] ↖           | vor Saqef qatan                      |
| Jetiw        | ◌֚       | yetiv                         | U+059A        | Herzog | ↘               | statt Paschta (1)                    |
| Tewir        | ◌֛       | yetiv                         | U+059B        | Herzog | ↓               | vor Tipcha                           |

| Akzent              | Zeichen | Zeichen                         | Zeichen       | Rang   | Position im ... | Position im ...                   |
| Akzent              |         | UNI-Code                        | UNI-Code      | Rang   | Wort            | Vers, (Bedingung)                 |
| ------------------- | ------- | ------------------------------- | ------------- | ------ | --------------- | --------------------------------- |
| Ole we-Jored        | ◌֫ ◌֥     | Ole + Jored (merkha)            | U+05AB U+05A5 | König  | ↱ ↓             | Versanfang                        |
| Etnachta            | ◌֑       | etnahta                         | U+0591        | König  | ↓               | Versmitte                         |
| Rewia gadol         | ◌֗       | revia                           | U+0597        | König  | ↑               | Versmitte; statt Etnachta (2)     |
| Paser               | ◌֡       | pazer                           | U+05A1        | König  | ↑               | statt Etnachta (3)                |
| Asla Legarmeh       | ◌֨ ׀     | Asla (qadma) + Legarmeh (paseq) | U+05A8 U+05C0 | König  | ↑ ←             | statt Ole we-Jored (4)            |
| Rewia Mugrasch      | ◌֝ ◌֗     | geresch muqdam + revia          | U+059D U+0597 | König  | ↗ ↑             | nach Etnachta                     |
| Schalschelet gedola | ◌֓ ׀     | shalshelet + Legarmeh (paseq)   | U+0593 U+05C0 | König  | ↑ ←             | nach Etnachta                     |
| Rewia gadol         | ◌֗       | revia                           | U+0597        | Herzog | ↑               | vor allen Herzögen                |
| Zinnor              | ◌֮       | zinor                           | U+05AE        | Herzog | ↖               | vor Ole we-Jored                  |
| Rewia qaton         | ◌֗       | revia                           | U+0597        | Herzog | ↑               | direkt vor Ole we-Jored           |
| Mahpach legarmeh    | ◌֤ ׀     | mahapakh + Legarmeh (paseq)     | U+05A4 U+05C0 | Herzog | ↓ ←             | nach Atnach (5)                   |
| Dechi               | ◌֭       | dehi                            | U+05AD        | Herzog | ↘               | vor Etnachta oder dem König Revia |

#### Legende
Positionen im Vers
Versanfang, Versmitte, Versende: siehe Abschnitt Teilung in Halbverse
 vor …: der nächste gleich- oder höherrangige Akzent ist der angegebene
 statt …: wird anstelle des angegebenen Akzents verwendet, wenn das Gebiet des Akzents genau ein Wort lang ist; ansonsten hat der Akzent genau dieselbe syntaktische Funktion wie der Akzent, den er ersetzt
 nach Atnach: steht nach Atnach oder einem König Paser (siehe Bedingung 3)
Bedingungen
Kontextbedingungen für diese Tabellenzeile. Wenn sie nicht erfüllt sind, kann das Zeichen ggf. eine andere Bedeutung haben.

1 Wort auf der ersten Silbe betont
2 im Vers kommt kein Atnach vor und danach kommt kein weiterer Revia; andernfalls ist Revia ein Herzog
3 die einzigen trennenden Akzente nach dem Paser sind die, die mit „nach Atnach“ gekennzeichnet sind; andernfalls ist Paser ein Graf
4 erstes Wort des gesamten Verses; andernfalls ist Asla Legarmeh ein Graf (der letzte vor einem Herzog)
5 Mahpach Legarmeh ist König nach Atnach, Herzog vor Königen und Graf vor Herzögen
Position im Wort
Angabe, wohin dieses Zeichen gesetzt wird:
| ↑   | steht über dem Konsonanten der betonten Silbe                                                           |
| ↓   | steht unter dem Konsonanten der betonten Silbe                                                          |
| [↑] | steht über dem Konsonanten der betonten Silbe, wenn das Wort nicht beim endständigen Zeichen betont ist |
| ↱   | steht vor der Tonsilbe im gleichen oder vorangehenden Wort, kann auch fehlen                            |
| ↗   | steht oben am Wortanfang, also vor dem ersten Buchstaben                                                |
| ↘   | steht unten am Wortanfang, also vor dem ersten Buchstaben                                               |
| ↖   | steht oben am Wortende, also nach dem letzten Buchstaben                                                |
| ←   | steht als getrenntes Schriftzeichen nach dem Wort                                                       |

## Entstehungszeit
Die Teamim fehlen in den ältesten Handschriften, der genaue Zeitpunkt der Entstehung ist nicht vollständig geklärt, es gibt jedoch einige Anhaltspunkte zur Datierung. Wickes datierte die Entstehungszeit der Zeichen auf die zweite Hälfte des 7. Jahrhunderts.

## Tabula accentuum
Die Tabula accentuum ist eine Beilage der Biblia Hebraica Stuttgartensia. Sie ist eine Tabelle aller Teamim, wie sie im masoretischen Text des Alten Testamentes, bzw. des Tanach Verwendung finden.
Sie ist auf Latein verfasst, hat vier Spalten und ist in zweimal zwei Teile untergliedert. Je zwei Teile stehen gemeinsam mit einer römischen Ziffer, Überschrift und Verwendungsvermerk auf einer Seite der Beilage und sind in der ersten Spalte gemeinsam fortlaufend nummeriert.
In der zweiten Spalte stehen die Akzente, oder Akzentkombinationen.
In der dritten Spalte stehen die Namen, bzw. Beschreibungen dazu. Dabei sind die eigentlichen Namen aus dem Hebräischen lateinisch transliteriert, wohingegen Namenszusätze, wie „klein“, „groß“ etc. und Konjunktionen ins Lateinische übersetzt wurden. Für Querverweise verwendet die Tabelle die Ziffer des ersten Teils gefolgt von der Nummer des Elementes. Ein Verweis in den zweiten Tabellenteil (Rückseite) existiert innerhalb der Tabula accentuum nicht.
Die vierte und letzte Spalte enthält schließlich ein Verwendungsbeispiel mit dem zumeist immer selben hebräischen Wort, in der dritten Spalte mit „ut in“ ‚wie in‘ bezeichnet.

### Abweichungen in der Bezeichnung
Die Transliteration hebräischer Namen ist lateinisch und folgt somit nicht den Regeln der International Phonetic Association. Darüber hinaus haben sich in der deutschen Fachliteratur für die Namen der Teamim Schreibweisen durchgesetzt, die selbst ohne Akzent auskommen. Beispiele sind „Silluq“, „Sof pasuq“, „Etnachta“, oder „Atnach“, „Segol“, „Schalschelet“ etc.
Zu beachten ist zudem, dass die Namen auch in Abhängigkeit vom aschkenasischen, sephardischen und anderen Traditionen voneinander abweichen. Die Tabula accentuum geht hierauf nicht ein.

### Abweichungen in der Darstellung
In mancher Hinsicht hängt die Darstellung vom verwendeten Schriftschnitt ab. Insbesondere Zarqa und Pazer werden hier, wie in der Hebraica selbst, anders dargestellt, als z. B. in einer typischen modernen Times-Variante, oder dem hebräischen Schriftschnitt der Society of Biblical Literature (SBL Hebrew).

## Zitate
Über Tropen finden sich einige Zitate des Pianisten und Musikwissenschaftlers Jascha Nemtsov:

„Der wichtigste Bestandteil dieser Musiktradition waren die Bibelkantillationen bzw. Tropen, kurze Motive, mit denen die Heilige Schrift auf rezitativische Weise vorgetragen wird.“

„Wenn man die Kirchentonarten hört, merkt man mit Verwunderung ihre Ähnlichkeit mit alten synagogalen Motiven (Tropen).“

„Die Tropen bildeten nicht nur die formale Substanz dieser Werke, sie prägten sie gleichzeitig spirituell im Geist der Synagogenmusik.“